# Rossmoor (New Jersey)
Rossmoor – jednostka osadnicza w hrabstwie Middlesex w stanie New Jersey w USA.
- Liczba ludności (2000) – ok. 3 tys.
- Powierzchnia – 2,3 km², z czego 2,3 km² to powierzchnia lądowa, a 0 km² wodna
- Położenie – 40°19′57″N i 74°28′25″W